# 彭家瑞
彭家瑞（1961年4月—），男，汉族，甘肃武威人，中华人民共和国政治人物。新疆政法干部学校公安专业毕业。现任新疆维吾尔自治区政协副主席。

## 生平
1979年8月，在新疆政法干部学校公安专业学习。1981年8月参加工作，任昌吉州劳动人事局人事科干事、副科长、科长。1983年12月加入中国共产党。1992年3月，任中共米泉县委常委、组织部部长。1992年10月，任中共米泉县委副书记。1995年4月，任中共呼图壁县委副书记、代县长（1995年12月当选县长）（1994年8月至1996年12月，在中共中央党校函授学院经济管理专业在职大学学习）。1996年12月，任中共玛纳斯县委书记（1996年12月至1998年11月，在中国社会科学院研究生院工业经济系企业管理专业学习）。2000年4月，任中共昌吉州党委常委。2001年1月，任中共昌吉州党委副书记。2001年8月，任中共昌吉州党委副书记、副州长。
2004年10月，任中共塔城地委书记，新疆生产建设兵团农九师党委第一书记、第一政委。2011年7月，任中共巴州党委书记，新疆生产建设兵团（农）二师党委第一书记、第一政委。2015年12月，任中共新疆维吾尔自治区党委秘书长，自治区党委财经领导小组办公室主任。
2016年3月，任中共新疆维吾尔自治区党委常委、秘书长，自治区党委财经领导小组办公室主任。2016年11月，任中共新疆维吾尔自治区党委常委，新疆维吾尔自治区人民政府党组副书记、副主席。2017年3月，任新疆维吾尔自治区人民政府副主席，新疆生产建设兵团党委副书记。2017年4月，任新疆维吾尔自治区人民政府副主席，新疆生产建设兵团司令员、党委副书记、中国新建集团公司总经理。2018年2月24日，当选为第十三届全国人大代表。
2020年7月31日，美国财政部依照总统特朗普于2017年12月依照《全球马格尼茨基人权问责法》签署的行政命令，对彭家瑞和孙金龙进行制裁。
2021年2月4日，补选为新疆维吾尔自治区政协副主席。
2024年12月11日国际人权日，加拿大外交部宣布，对参与侵犯人权的彭家瑞在內的8名前任和现任中国官员实施制裁，受制裁者资产被冻结，加拿大境内个人和境外的加拿大人被禁止与制裁者进行任何财产相关活动。